# Polikarp II (biskup Bizancjum)
Polikarp II – biskup Bizancjum w latach 141–144. 